# 이준희 (농구 선수)
이준희(2000년 10월 5일 ~ )은 대한민국의 농구 선수이자 현 원주 DB 프로미 선수다